# 昌應時
昌應時（1524年—？），字廷佐，號鳳岡，福建興化府莆田縣人，軍籍，明朝政治人物。

## 生平
嘉靖二十八年（1549年）己酉科福建鄉試第十五名。嘉靖二十九年（1550年）庚戌科三甲164名進士。嘉靖中，以员外郎谪武冈州同知。创建鳌山书院。隆庆六年任湖州府同知，萬曆元年升南京户部员外郎，累官雲南臨安府知府。著有《郊居诗抄》八卷。

## 家族
曾祖昌孟和，壽官；祖父昌體敬；父昌在通，母朱氏。具庆下。兄應瑞、應富、應會（字廷魁，嘉靖庚子舉人、贡士）。弟應科、應际。